# Кернс (Обвальден)
Кернс (нім. Kerns) — громада  в Швейцарії в кантоні Обвальден.

## Географія
Громада розташована на відстані близько 65 км на схід від Берна, 3 км на схід від Зарнена.
Кернс має площу 92,6 км², з яких на 3,2% дозволяється будівництво (житлове та будівництво доріг), 45,2% використовуються в сільськогосподарських цілях, 29,1% зайнято лісами, 22,4% не є продуктивними (річки, льодовики або гори).

## Демографія
2019 року в громаді мешкало 6295 осіб (+12,4% порівняно з 2010 роком), іноземців було 10,3%. Густота населення становила 68 осіб/км².
За віковим діапазоном населення розподілялося таким чином: 23% — особи молодші 20 років, 60,9% — особи у віці 20—64 років, 16,2% — особи у віці 65 років та старші. Було 2554 помешкань (у середньому 2,4 особи в помешканні).
Із загальної кількості 2518 працюючих 368 було зайнятих в первинному секторі, 788 — в обробній промисловості, 1362 — в галузі послуг.